# 通谷池
通谷池（とおりたにいけ）は、 愛媛県伊予郡砥部町宮内にあるため池である。2010年（平成22年）3月25日に農林水産省のため池百選に選定された。

## 概要
道後平野は、1771年（明和8年）の大旱魃で水争いによる死者が出るなど古くから渇水に対して様々な問題が生じていた。一級河川・重信川の伏流水が豊富に湧き出ている赤坂泉ができて水利権に関する揉め事は収まったものの、依然農業用水は不足していた。
この池の原形は1793年（寛政5年）に宮内村と麻生村の共有という形で造られ、他後1967年（昭和42年）中予分水の事業の一つである土佐湾流出する一級河川 仁淀川水系面河ダムから虹の用水で石鎚山の分水嶺を越え東温市田桑の二級河川中山川の逆調整池まで流下し千原取水塔より取水し、隧道用水路により、南北分水工で北部幹線水路と南部幹線水路にそれぞれ分水されて池に導水されるのに伴い改修を行った。
現在も道後平野の250haの田畑を灌漑しており、虹の用水はこの池から大谷池まで導水している。

## 自然・環境
池周辺は、築造時に植樹した桜により現在は花見の名所で、えひめこどもの城、愛媛県立とべ動物園、愛媛県総合運動公園の一部となっており、休憩所や手こぎボートもできる。
池にはガマが生育し、淡水クラゲを見ることができ、冬場はカモの飛来地となるほか、多数のサギが羽を休める姿を見ることもできる。
地元自治会や民間企業等が「通谷調整池環境保全推進協議会」を設立し美化活動や植栽を行う。管理者である土地改良区は、湖面に噴水を設置して水を攪拌し、プランクトンの異常発生を抑える等水質保全にも取り組んでいる。

## 交通
- JR四国予讃線松山駅または伊予鉄道松山市駅
- 国道33号（砥部道路） - 並走